# Lepidoscia placoxantha
Lepidoscia placoxantha är en fjärilsart som beskrevs av Oswald Beltram Lower 1903. Lepidoscia placoxantha ingår i släktet Lepidoscia och familjen säckspinnare. Inga underarter finns listade i Catalogue of Life.